# Adelges viridis
Adelges viridis är en insektsart. Adelges viridis ingår i släktet Adelges och familjen barrlöss. Inga underarter finns listade i Catalogue of Life.